# Camille Chazal

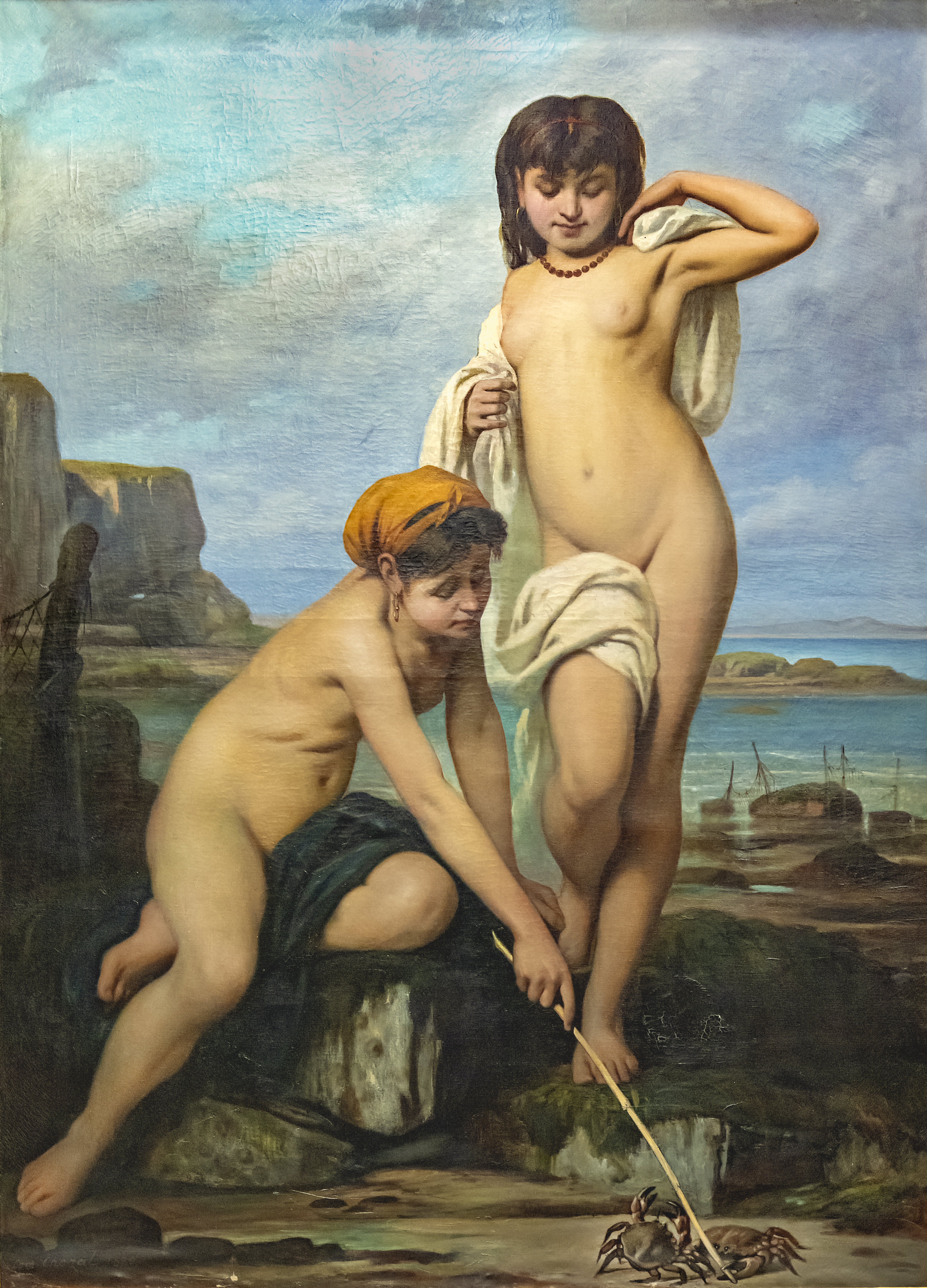
Jeunes filles au bords de la mer, olio su tela, 1870

Charles Camille Chazal (Parigi, 26 marzo 1825 – Parigi, 5 aprile 1875) è stato un pittore francese.

## Biografia
Camille Chazal era uno dei figli del pittore Antoine Chazal ed era il nipote dell'incisore André Chazal (1796-1860) e di sua moglie Flora Tristan (1803-1844), nonni del pittore Paul Gauguin (1848-1903). Camille Chazal iniziò a studiare la pittura nel 1842 alla scuola di belle arti parigina, seguendo le lezioni di Michel-Martin Drolling e François-Édouard Picot. Nel 1849 arrivò al secondo posto per il premio di Roma (che quell'anno venne vinto da Gustave Boulanger) con un quadro sul riconoscimento di Ulisse da parte di Euriclea.

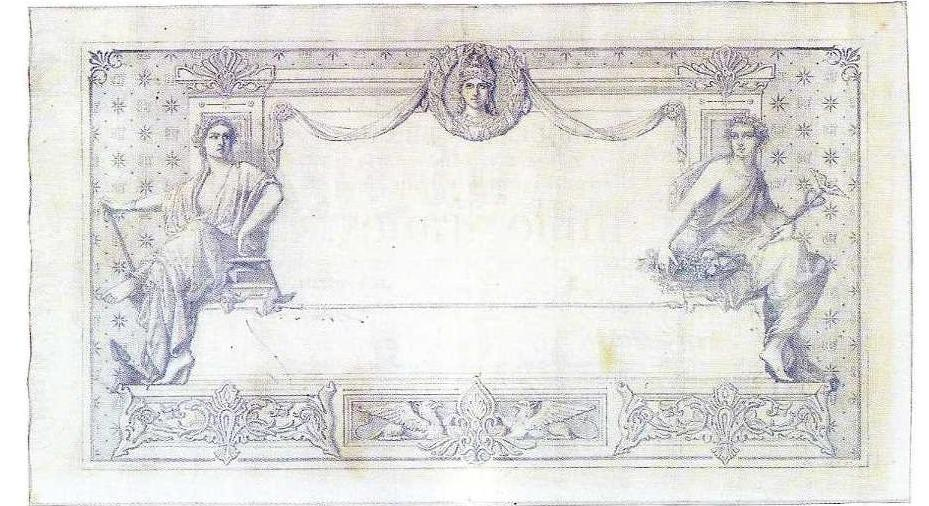
Il disegno per la banconota da 1000 franchi del 1862.

Insegnò la tecnica dell'acquerello all'architetto Georges Charles Victor Duval. Léon Chazal, il fratello di Camille, era un controllore alla banca di Francia, e fu grazie a lui che a Camille vennero commissionati i disegni per varie banconote: nel 1862 si occupò del disegno per la banconota da mille franchi, nel 1870 per quelle da venti e venticinque franchi e l'anno successivo per quella da 5 franchi. Fu anche incaricato di disegnare le prime banconote per la banca del Messico (Banco de México), un istituto privato fondato da Michel Heine nel 1866, durante il regno dell'imperatore Massimiliano.
Al Salone del 1867 venne esposta l'opera di grandi dimensioni Les Filles d'Ève, 193 centimetri per 231,8: quest'opera si sarebbe dovuta vendere all'asta presso la casa d'aste neviorchese Christie's il 25 ottobre del 2006, ma alla fine non venne venduta. Chazal morì nel sesto arrondissement parigino nel 1875.

## Opere (lista parziale)
- Le Christ prêchant (1863), Parigi, chiesa di San Luigi sull'Isola.
- La Visitazione, Beauvais, museo dipartimentale dell'Oise, acquistata nel 2000.
- Jeunes filles au bord de la mer (1870), olio su tela, Museo di belle arti di Carcassonne
- Pèlerins (schizzo), Château-Thierry.
- Portrait de Camille Saint-Saëns, jeune, Dieppe, (da Bénézit).
- Jésus chez Simon, Montpellier.
- La Reine de Saba (1872), Saint-Étienne, (da Bénézit).
- Pendant les vêpres, au pardon de Notre-Dame de la Cour-en-Lantic, Sarzeau, castello di Suscinio.
- Portrait de Paul Philippoteaux, Parigi.
- Le Balcon à Venise, 1876, Saint-Ouen-sur-Morin, castello di La Brosse.